# Mocro Mafia
La Mocro Mafia, Mocro Maffia o Mocro-oorlog és el nom genèric que s'ha utilitzat per denominar a les organitzacions criminals amb seu als Països Baixos i Bèlgica, dedicades sobretot al narcotràfic. Aquestes xarxes mafioses, actives des dels anys noranta, estan formades per diversos grups criminals, amb integrants majoritàriament d'origen marroquí, però també antillà o neerlandès. Aquests grups tindrien relacions amb els càrtels colombians, i importen regularment drogues a Europa, especialment cocaïna, a través dels ports d'Anvers, Rotterdam i Algesires. L'any 2012 es va desencadenar l'anomenada Mocro War, que arran del robatori d'una gran quantitat de cocaïna al port d'Anvers, va enfrontar diversos clans en una escalada que va superar els cent assassinats. Un dels caps més destacats d'aquestes organitzacions seria Ridouan Taghi, que va ser detingut a Dubai el 2019, i que durant molt temps va ser el criminal més buscat dels Països Baixos.